# Kierikki
Kierikki est une zone archéologique préhistorique située au bord du fleuve Iijoki, à Yli-Ii, dans la commune d'Oulu, dans le Nord de la Finlande. 

## Situation
Kierikki se trouve à une dizaine de kilomètres au sud-est du centre d'Yli-Ii en direction de Pudasjärvi. C'est aussi le nom des rapides Kierikki du fleuve Iijoki.

## Géologie
Après la dernière période glaciaire, l'Iijoki a été libéré de la glace vers 9300 av. J.-C. mais est resté initialement submergé par les eaux du golfe de Botnie. Le terrain a commencé à s'élever au-dessus du niveau de la mer vers 8500 av. J.-C., ce qui a permis aux premiers habitants de s'établir par la suite sur le fleuve Iijoki.
Dans le golfe de Botnie, l'élévation eustatique de la mer est plus faible que l'élévation isostatique de la terre et, par conséquent, le littoral s'est avancé de plus en plus vers la mer. En 7000 av. J.-C., le niveau du terrain était d'environ 75 mètres au-dessous du niveau actuel, et en 4000 av. J.-C. il était encore d'environ 50 mètres au-dessous. À l'heure actuelle, les terres continuent de s'élever de 7,5 à 9 millimètres par an le long des côtes du golfe de Botnie.

## Fouilles archéologiques
Kierikki est l'une des zones d'exploration archéologique les plus importantes de Finlande. Bien que les premieres découvertes de Kierikki soient déjà mentionnées au XIXe siècle, les recherches archéologiques dans la région n'ont commencé qu'en 1960, lorsque la zone qui est actuellement sous les bâtiments de la centrale hydroélectrique de Pahkakoski et Kierikinsaari a été explorée. Les fouilles commencées dans les années 1960 se poursuivent depuis. Les recherches ont considérablement modifié la vision du Nord de la Finlande à l'Âge de la pierre.
La datation des habitats va du Mésolithique jusqu'au début de l'Âge du fer, soit d'environ 5000 à 500 av. J.-C.,. Les objets découverts a Kierikki sont exposés au centre Kierikki d'Yli-Ii.

## Liste des sites
Des fouilles sont toujours effectuées et le tableau d'ensemble s'agrandit régulièrement. Les sites de recherche connus sont les suivants :
- Kierikkisaari
- Pahkakoski
- Isokangas
- Veeliksinaitaus
- Porrassuo
- Suittisuo
- Kierikin sorakuoppa
- Kotikangas
- Kierikkikangas
- Kuuselankangas
- Eteläharju
- Voima-Kuusela
- Juutisenkangas
- Korvala
- Vuornos
- Välitalo
- Purkajasuo